# Flora of Ecuador
Flora of Ecuador (abreviado Fl. Ecuador) es una revista con ilustraciones y descripciones botánicas que fue editada conjuntamente por Gunnar Wilhelm Harling y Bengt Lennart Andersson y publicado por la Universidad de Gotemburgo en el año 1973.